# La Fabuleuse Histoire de monsieur Riquet
Pour plus de détails, voir Fiche technique et Distribution.
La Fabuleuse Histoire de monsieur Riquet, sous-titré Créateur du canal du midi, est un documentaire français réalisé par Jean Périssé, sorti le 5 février 2014.

## Synopsis

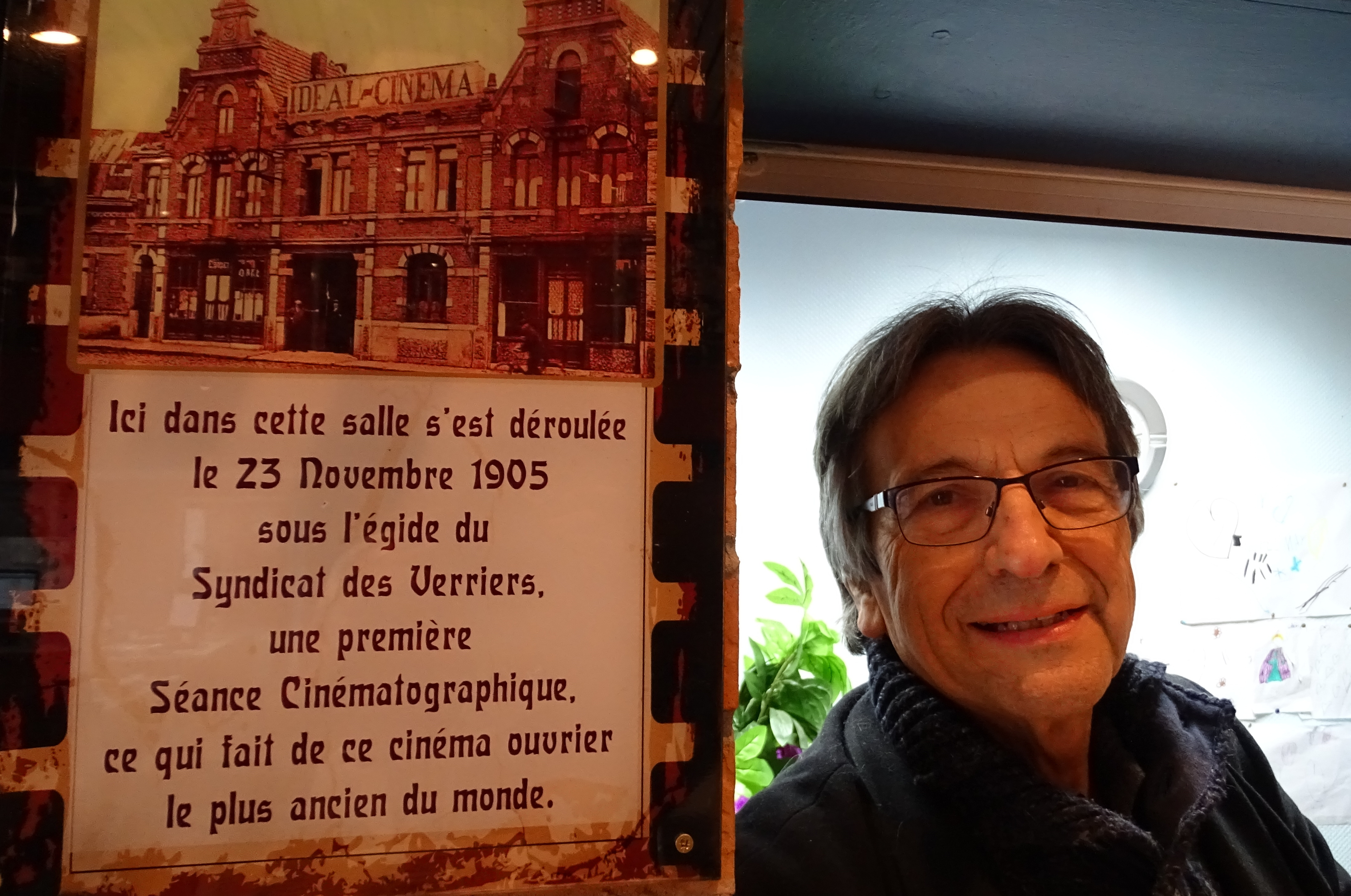
Jean Périssé à L'Idéal Cinéma-Jacques Tati à Aniche le 6 avril 2017.

Pierre-Paul Riquet, baron de Bonrepos, créateur du canal du Midi. Une personnalité assez peu connue de nos jours, contrairement à sa grande œuvre. Une figure majeure du XVIIe siècle, lors du règne du « Roi Soleil », explorée à travers les regards croisés d'historiens, de chercheurs, de passionnés du canal, de descendants de Riquet, et sa correspondance avec Colbert, le grand ministre du roi.
« Explorant les piles d’archives conservées au bureau du Canal du Midi à Toulouse, interrogeant chercheurs, historiens, conservateurs et même descendants du grand homme (ils sont nombreux), le film progresse à la manière d’une enquête. »

## Fiche technique
- Titre : La Fabuleuse Histoire de monsieur Riquet
- Auteur, réalisateur, producteur : Jean Périssé
- Auteur : Michèle Teysseyre
- Basse de violon : Tormod Dalen
- Violoncelle : Oriane Fohr
- Chanteuse a cappella : Muriel Batbie-Castell
- Image : Jean Périssé, Thierry Maybon
- Montage : Jean Périssé
- Post-production son : Studio CDM (Toulouse)
  - Ingénieurs du son : Marc Dubezy, Yves Fromonot, Cédric Justrobe
- Post-production image : LE-LOKAL (Toulouse) 
  - Étalonnage : Fabrice Audouin
- Consultant post-production : Fabien Daguerre
- Pays d'origine :  France
- Genre : documentaire
- Durée : 85 minutes
- Dates de sortie :
  -  France : 5 février 2014
- Langue : français
- Production et distribution : Clairsud

## Distribution
- Bernard Le Coq : le narrateur et Pierre-Paul Riquet
- François-Henri Soulié : Jean-Baptiste Colbert

## Accueil critique
Si la diffusion initiale a été restreinte, elle se poursuit dans la grande région toulousaine qui se reconnaît dans l'aventure du canal du Midi qu'évoque ce film documentaire. La réussite du film et l'importance culturelle du sujet avec ses aspects historiques (Pierre-Paul Riquet, Jean-Baptiste Colbert) et géographiques ont été saluées par la critique.